# 路易斯·内托
路易斯·卡洛斯·诺沃·内托（葡萄牙語：Luís Carlos Novo Neto，1988年5月26日—），是一名葡萄牙足球运动员，曾效力士砵亭。

## 俱乐部生涯
1998年内托加入瓦尔吉姆足球俱乐部，2006年升入一线队，随后为球队效力四年后转会到葡萄牙足球超级联赛俱乐部国民，一个赛季以后又转会到意大利足球甲级联赛球会锡耶纳。在2013年，内托自由转会到俄罗斯足球超级联赛的圣彼得堡泽尼特，并成为球队的主力球员，2017年夏季，内托被俱乐部租借到土耳其的费内巴切一个赛季，租借合同到2018年6月30日。

## 国家队
2012年，内托首次入选到葡萄牙国家队，在和北爱尔兰的世预赛中进入替补名单，但是没有登场。2013年2月6日，内托在和厄瓜多尔的友谊赛中迎来了国家队首秀。内托曾参加了2014年世界杯，但是没有获得出场机会。2017年，内托再次入选国家队，参加了联合会杯，他在和墨西哥的季军战中首发出场，但是打进一粒乌龙球，最终随队获得当届赛事的季军。

## 榮譽
圣彼得堡泽尼特
- 俄罗斯足球超級聯賽冠軍：2014-15
- 俄罗斯杯冠军：2015-16
- 俄罗斯超级杯冠军：2015、2016

葡萄牙体育
- 葡超冠军：2020–21
- 葡萄牙联赛杯冠军：2020–21